# Illinka, Odesa
Illinka (în ucraineană Іллінка) este localitatea de comuna Usatove din raionul Odesa, regiunea Odesa, Ucraina.

## Demografie
Componența lingvistică a localității Illinka
     Ucraineană (89,7%)
     Rusă (9,48%)
     Alte limbi (0,44%)
Conform recensământului din 2001, majoritatea populației localității Illinka era vorbitoare de ucraineană (89,7%), existând în minoritate și vorbitori de rusă (9,48%).